# Broder Volksreigen
Der Broder Volksreigen (kroat. Brodsko kolo) ist das älteste Folklorefestival in Kroatien. Es findet jährlich im Zeitraum vom 2. bis 17. Juni in der slawonischen Stadt an der Save, Slavonski Brod, statt.

## Geschichte
Der Broder Volksreigen wurde 1963 gegründet und bietet ein umfangreiches Programm mit Darstellungen. Dieser Volksreigen pflegt damit die Tradition von mehr als vier Jahrzehnten des überlieferten kulturellen Erbes der traditionellen Kultur und Volkskunst. Bis zum Jahre 1990 trug der Volksreigen den Namen Đuro Đaković, welchen man dann in Brodsko kolo umbenannte.
Der Sitz des Volksreigens ist auf dem Marktplatz Radnički trg 5 in Slavonski Brod, wo auch die Proben für die slawonische Kunst und ethnographische Ausstellungen stattfinden. Traditionell wird gegen Ende dieser Kulturveranstaltung die schönste Kroatin in einer Volkstracht ernannt.

## Ensemble
Das Ensemble des Broder Volksreigens besteht aus rund 300 Mitgliedern, die sich in verschiedene Gruppen unterteilen. Die Gruppen unterteilen sich in das jüngere Kinderensemble (5 bis 7 Jahr), das ältere Kinderensemble (8 bis 12 Jahre) und das repräsentative Ensemble (Oberschüler und Studenten), welches für die Repräsentation ihrer Stadt und Tradition an vielen Veranstaltungen und Tourneen auf der ganzen Welt teilnehmen.
In diesem Ensemble spielt man üblicherweise auf einer Tamburizza.